# Rio Papuri
Rio Papuri är ett vattendrag i Colombia, på gränsen till Brasilien. Det ligger i den sydöstra delen av landet, 700 km sydost om huvudstaden Bogotá.